# 土屋良辅
土屋良辅（日语：／ Tsuchiya Ryōsuke，1994年11月29日—），群馬縣吾妻郡嬬恋村出身，日本男子速度滑冰运动员，2016–17年世界杯阿斯塔纳站男子团体追逐金牌得主、2016–17年世界杯斯塔万格站男子团体追逐铜牌得主、2017年亚洲冬季运动会男子5000米、男子10000米和男子团体追逐银牌得主。